# Adolfo Carranza
Adolfo Pedro Carranza (Buenos Aires, 7 de agosto de 1857 - íd. 15 de agosto de 1914) fue un historiador y abogado argentino, creador del Museo Histórico Nacional de su país y director del mismo durante 25 años.

## Biografía
Adolfo Carranza cursó sus estudios secundarios en el Colegio San Martín, de Buenos Aires y luego ingresó, en 1875, a la Facultad de Derecho y Ciencias Sociales de la Universidad de Buenos Aires, donde obtuvo el título de doctor en jurisprudencia. 
En 1880, se casó con Carmen García Lara, con quien tuvo una sola hija.
Desempeñó también varios cargos en la administración pública, como Secretario de Legislación y Encargado de Negocios en el Paraguay o Jefe de Sección del Ministerio del Interior. 
A fines de los años 1880, propone crear el Museo Histórico Nacional. Esa decisión se transformó en una realidad en 1889, cuando fue fundado (con el nombre inicial de Museo Histórico de la Capital), accediendo él a la dirección del mismo, cargo que conservaría hasta su muerte; aunque la inauguración oficial recién se llevó a cabo el 15 de febrero de 1891. Durante su gestión al frente del museo, organizó las secciones del mismo, donó su biblioteca personal de más de 8000 volúmenes, así como su colección numismática. También publicó La Revista del Museo.
Fue miembro de la Junta de Historia y Numismática, actualmente Academia Nacional de Historia, a partir de 1901.
Murió imprevistamente el 15 de agosto de 1914, en Buenos Aires, a los 57 años.

## Algunas publicaciones
Tras diferencias con el presidente Miguel Juárez Celman, Carranza abandonó la administración pública y se dedicó al estudio de historia y a la cultura, creando La Revista Nacional, que fue publicada hasta 1893, La Ilustración Histórica Argentina (1908) y La Ilustración Histórica (1911). Como historiador publicó: Hojas históricas (1893), Leyendas Nacionales (1894), San Martín (y su correspondencia) (1905) y Archivo General de la República Argentina, obra en que eran reproducidos una importante cantidad de documentos e imágenes históricas. 